# Rauschelesee
Der Rauschelesee (slow.: Rjavško jezero) ist ein See im Keutschacher Seental nahe dem Keutschacher See in der Gemeinde Keutschach am See (Kärnten). Der See wird als Bade- und Angelgewässer genutzt.
Das Einzugsgebiet des Rauschelesees wird durch eine Wasserscheide von jenem des Keutschacher Sees getrennt. Der Rauschelesee entwässert nach Osten, der Keutschacher See nach Norden über den Reifnitzbach in den Wörthersee. Der See ist in Ost-West-Richtung gestreckt und besteht aus zwei Becken, die durch eine flache Schwelle getrennt sind. Zu- und Abfluss bildet der Viktringerbach, der vom Baßgeigensee kommend in den Rauschelesee mündet und aus diesem weiter durch die Treimischer Teiche in Richtung Glanfurt fließt.
Der See ist Teil des 2.532 ha großen Landschaftsschutzgebietes Keutschacher-See-Tal (LGBl. Nr. 74/1970, 86/1971).

## Tiere im Rauschelesee
Im Rauschelesee kommen folgende 10 Fischarten vor:
- Aitel (Leuciscus cephalus)
- Bitterling (Rhodeus sericeus amarus)
- Hecht (Esox lucius)
- Karpfen (Cyprinus carpio)
- Rotauge (Rutilus rutilus)
- Rotfeder (Scardinius erythrophthalmus)
- Schleie (Tinca tinca)
- Sonnenbarsch (Lepomis gibbosus)
- Wels (Silurus glanis)
- Zander (Sander lucioperca)